# Grabenwächter
Ein Grabenwächter (in der britischen Armee auch Schlachtpolizei) war im Ersten Weltkrieg ein speziell abgestellter Soldat der Militärpolizei, welcher die Gräben während des eigenen Angriffs nach Zurückgebliebenen, Selbstverstümmlern und Simulanten absuchte, sowie desertierende und flüchtende Soldaten gefangen nahm oder direkt aus dem eigenen Graben erschoss.

## Geschichte
Das Auftreten von Grabenwächtern ist mindestens seit Mitte 1916 belegt und bezieht sich auf alle Nationen, die im Stellungskrieg an der Westfront kämpften. In der deutschen Armee wurden mitunter die Reservestellungen unmittelbar hinter der vordersten Front als Polizeilinie bestimmt.